# Kirche der Gottesmutter von Częstochowa (Grabnik)
Bei der Kirche in Grabnik (deutsch Grabnick) handelt es sich um ein Bauwerk, das in seinen Grundmauern in das 16. Jahrhundert zurückreicht und in der Mitte des 18. Jahrhunderts wiederhergestellt wurde. Bis 1945 war sie evangelisches Gotteshaus für das Kirchspiel Grabnick in Ostpreußen. Heute ist sie Pfarrkirche der Pfarrei Grabnik in der römisch-katholischen Kirche in Polen.

## Geographische Lage
Grabnik liegt im Osten der polnischen Woiwodschaft Ermland-Masuren, elf Kilometer nordwestlich der Kreisstadt Ełk (deutsch Lyck). Durch den Ort verläuft die Woiwodschaftsstraße 656, die Ełk mit der Nachbarkreisstadt Giżycko (Lötzen) verbindet.
Die Kirche steht an der Hauptstraße im Osten des Dorfes südlich des Grabnick-Sees (polnisch Jezioro Grabnik).

## Kirchengebäude
Eine erste Kirche gab es in Grabnick im Jahr 1565. Sie überstand den verheerenden Tatareneinfall 1656/57 und musste in der Folgezeit des Öfteren wegen Baufälligkeit repariert werden. Im Jahr 1865 – genau 300 Jahre nach dem Erstbau – wurde das Gotteshaus umfassend restauriert und auf den alten Steinfundamenten sowie dem alten Turmunterstock als rechteckiger Feldsteinbau errichtet. Der Holzaufbau des Turms kam 1890 dazu.
Der Kircheninnenraum mit seiner getäfelten Decke wurde in den nachfolgenden Jahren umgestaltend renoviert. Dabei blieben Altar und Kanzel ein Ganzes. Im Ersten Weltkrieg blieben eine Kreuzigungsgruppe von 1670, Leuchter von 1697 und 1701 sowie die Orgel aus dem Jahre 1750 erhalten. Im Zweiten Weltkrieg ging die Ausstattung wohl verloren. Nicht aber die kleinere der beiden Kirchenglocken: Sie war schon im ersten Krieg und dann auch 1941 für Kriegszwecke abgeliefert worden, blieb jedoch erhalten und wurde auf dem Glockenfriedhof in Hamburg wiederentdeckt. Sie läutet heute auf dem Altenberg bei Heidenrod-Egenroth im Rheingau-Taunus-Kreis. Ihr Gussjahr ist 1661, ihre Masse 265 kg, und ihre Inschrift lautet: SI DEUS PRO NOBIS QUIS CONTRA NOS (Ist Gott für uns, wer kann wider uns sein? – [Röm. 8,31])
Bisher evangelisches Gotteshaus wurde die Kirche 1945 an die Römisch-katholische Kirche in Polen übereignet. Bei umfassenden Renovierungsmaßnahmen, u. a. 1989/90, bekam sie eine dem veränderten liturgischen Gebrauch entsprechende Innengestaltung und wurde der Muttergottes von Częstochowa geweiht.

## Kirchengemeinde

### Evangelisch
Kirchengeschichte

Bereits in vorreformatorischer Zeit bestand in Grabnick eine Kirchengemeinde, und für das Jahre 1482 wird auch ein eigener Pfarrer genannt. Von 1565 bis 1945 war die Pfarrstelle ununterbrochen von lutherischen Geistlichen besetzt. Das Kirchspiel Grabnick gehörte bis 1945 zum Kirchenkreis Lyck in der Kirchenprovinz Ostpreußen der Evangelischen Kirche der Altpreußischen Union. Im Jahr 1925 zählte es 2090 Gemeindeglieder; das Kirchenpatronat oblag den staatlichen Behörden.
Das kirchliche Leben der evangelischen Gemeinde in Grabnick bzw. Grabnik kam 1945 aufgrund von Flucht und Vertreibung der einheimischen Bevölkerung zum Erliegen. Nur wenige evangelische Kirchenglieder leben heute in dem früheren Gnabnicker Kirchspielbezirk. Sie halten sich zur Kirchengemeinde in Ełk, einer Filialgemeinde der Pfarrei in Pisz (deutsch Johannisburg) in der Diözese Masuren der Evangelisch-Augsburgischen Kirche in Polen.
Kirchspielorte

Zwischen 1565 und 1945 waren in die Kirche Grabnick als Kirchspielorte eingepfarrt:
| Name        | Änderungsname 1938 bis 1945 | Polnischer Name |                                | Name              | Änderungsname 1938 bis 1945 | Polnischer Name |
| ----------- | --------------------------- | --------------- | ------------------------------ | ----------------- | --------------------------- | --------------- |
| * Bienien   | Binie                       | Bienie          |                                | *Krolowolla       | (ab 1926) Königswalde       | Królowa Wola    |
| *Czerwonken | (ab 1932) Rotbach           | Czerwonka       | Lepacken, Groß~                | Ramecksfelde      | Lepaki Wielkie              |                 |
| *Grabnick   |                             | Grabnik         | Lepacken, Klein~               | Kleinramecksfelde | Lepaki Małe                 |                 |
| Gusken      |                             | Guzki           | Malkiehnen                     | Malkienen         | Małkinie                    |                 |
| Karlewen    | Karlshöfen                  | Grabnik (Osada) | *Woszczellen ab 1928 Woszellen | Neumalken         | Woszczele                   |                 |

Pfarrer

An der Kirche in Grabnick amtierten als evangelische Geistliche die Pfarrer:
- Matthias Richolowius, 1565–1567
- Johann Schultz, 1567–1589
- Thomas Miechowius, 1588–1604
- Jacob Eichler, 1604–1637
- Christoph Neffel, 1637–1657
- Jacob Mrongowius, 1657–1694
- Georg Adami de Koreczki, 1688–1704
- Andreas Wedeke, 1704–1743
- Michael Schemien, 1725–1733
- Paul Gregorovius, ab 1743
- Matthias Marcus, 1769–1803
- Friedrich Thimotheus Krieger, 1812–1813
- Christian Sadowski, 1813–1824
- Johann Gottlieb Marcus
- Carl Friedrich Michael Otterski, ab 1834
- Adolf Fr. Otto Skrzezka, 1865–1883[8]
- Friedrich Heinrich Eduard Bylda, 1886–1908
- Ernst Eduard Jacobi, 1909–1926
- Hermann Rahnenführer, 1930–1945

Kirchenbücher

Von den Kirchenbuchunterlagen der Pfarrei Grabnick haben sich erhalten und werden bei der Deutschen Zentralstelle für Genealogie in Leipzig aufbewahrt:
- Taufen: 1832 bis 1874
- Trauungen: 1832 bis 1874
- Begräbnisse: 1832 bis 1874.

### Römisch-katholisch
Kirchengeschichte

In Kriegsfolge siedelten sich nach 1945 zahlreiche polnische Bürger in Grabnik an. Sie nutzten das bisher evangelische Gotteshaus als ihr gottesdienstliches Zentrum und übernahmen es als ihre Pfarrkirche für die ab 1963 selbständige Pfarrei (polnisch Parafia). Sie ist dem Dekanat Ełk – Święty Rodziny im Bistum Ełk der Römisch-katholischen Kirche in Polen zugeordnet. Der Pfarrei ist die Filialkirche in Woszczele zugeordnet.
Bis 1945 waren die damals nur wenigen katholischen Gemeindeglieder in die Pfarrei St. Adalbert in Lyck im Bistum Ermland eingegliedert.
Pfarreiorte

Zur Pfarrei Grabnik gehören die Orte:
| Name            | Deutscher Name                                      |
| --------------- | --------------------------------------------------- |
| Czerwonka       | Czerwonken 1932–1945 Rotbach                        |
| Grabnik         | Grabnick                                            |
| Grabnik (Osada) | Karlewen 1938–1945 Karlshöfen                       |
| Królowa Wola    | Krolowolla 1926–1945 Königswalde                    |
| Małkinie        | Malkiehnen 1938–1945 Malkienen                      |
| Rogale          | Rogallen                                            |
| Woszczele       | Woszczellen 1928–1938 Woszellen 1938–1945 Neumalken |

Kirchenbücher

Die Kirchenbuchunterlagen der Parafia Grabnik liegen für die Jahre 1945 bis 1962 in der Parafia Stare Juchy (Alt Jucha), ab 1963 direkt in Grabnik.